# Piers Corbyn

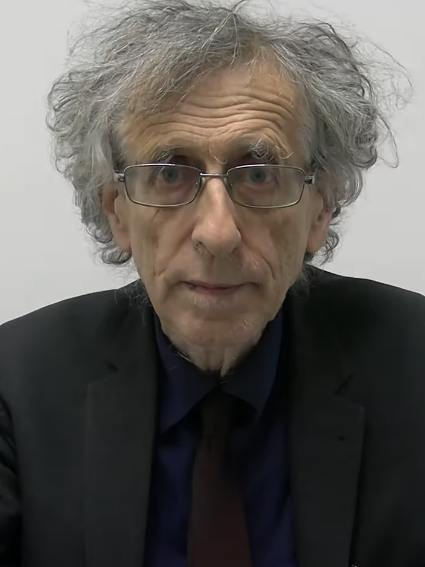
Piers Corbyn in 2020

Piers Richard Corbyn (Chippenham (Wiltshire), 10 maart 1947) is een controversiële Britse meteoroloog, bekend van zijn langetermijnsvoorspellingen van het weer, tot een jaar vooruit. Hij gebruikt daarbij de studie van de zonneactiviteit, specifiek zonnevlekken.

## Beschrijving
Corbyn begon op vijftienjarige leeftijd met het vastleggen van weer- en het klimaatpatronen met een volledig zelfgemaakt observatiestation. Vanaf zijn achttienjarige studeerde hij aan het Imperial College London.
In 1979 volgden er jaren van activisme. Hij ging astrofysica studeren aan het Queen Mary College van de Universiteit van Londen, waar hij het verband tussen het klimaat en de zonneactiviteit onderzocht. In 1986 leidden zijn theorieën tot een eerste langetermijnvoorspelling: zeer koud weer in 1986. Hieruit kwam uiteindelijk de oprichting van WeatherAction voort, een weervoorspellingsbureau, in 1995.
Corbyn baseert zijn weersvoorspelling grotendeels op veranderende zonnevlekken. Uit onderzoek blijkt dat zonneactiviteit een significante invloed heeft op de aardatmosfeer en het klimaat. Volgens wetenschapper Greg Kopp is de invloed van de zon in recente jaren echter minimaal op het huidige klimaat.

## Voorspellingen en kritiek
In Nederland werd Corbyn bekend na de publicatie van een stormvoorspelling door weerman Piet Paulusma. Corbyn voorspelde in oktober 2007 meerdere stormen: de eerste rond 31 oktober 2007, de tweede tussen 4 en 8 november 2007, en de derde tussen 24 en 28 november 2007.
Begin november was er inderdaad sprake van een storm, maar de windsnelheden kwamen niet zo hoog uit als in Corbyns voorspellingen. Van een superstorm eind november 2007 was evenmin sprake. Diverse media berichtten kritisch over de voorspellingen van Corbyn, het KNMI deed de berichtgeving af als 'bangmakerij' en 'sensationeel'. Sterrendeskundige Simon Portegies Zwart van de Universiteit van Amsterdam betoogde dat Corbyns theorie geen enkele wetenschappelijke waarde heeft.
Op 20 november 2007 berichtte Corbyn opnieuw over zware stormen. Deze zouden moeten plaatsvinden tussen 5 en 6 december en rond kerst. Ook deze voorspelling kwam niet uit. Eveneens voorspelde Corbyn voor 2007 een koude winter waarbij mogelijk in januari een Elfstedentocht kon worden gereden.
Corbyn zei in 2015 dat de discussie over klimaatverandering vooral gebruikt wordt als politiek doelwit. De planeet zou volgens hem juist afkoelen. Hij uitte zijn zorgen over de propaganda die onder docenten over klimaatverandering wordt verspreid en noemde dit zorgwekkend. Corbyn verscheen in de Britse documentaire The Great Global Warming Swindle.

## Trivia
- Piers Corbyn is de oudere broer van voormalig Labour Party-leider Jeremy Corbyn.